# آموزش پرواز

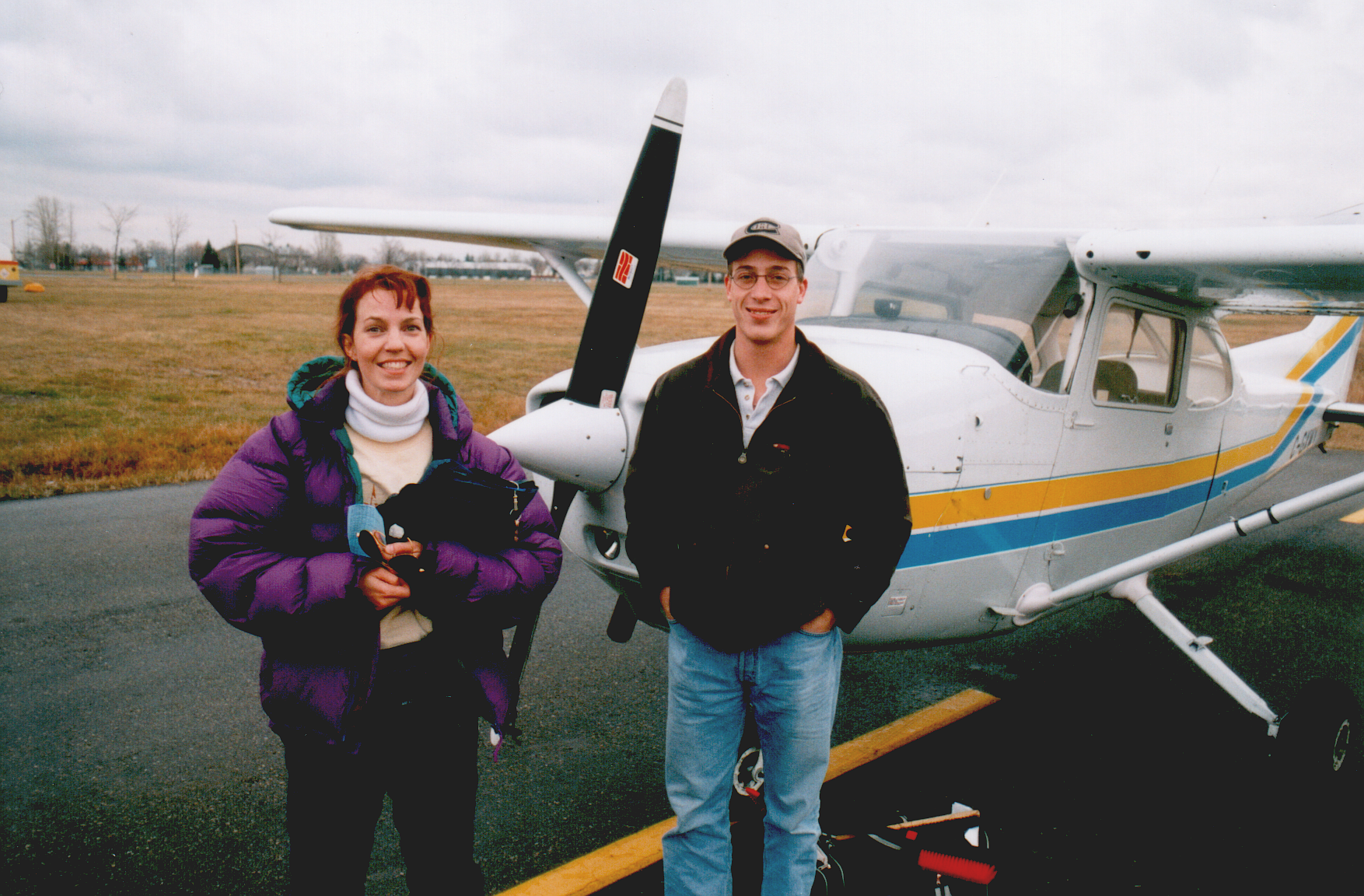
مربی هواپیمای کانادایی (سمت چپ) و دانشجوی او، با سسنا ۱۷۲ (پر استفاده‌ترین و پر تولیدترین هواگرد سبک)

آموزش پرواز دوره‌ای آموزشی برای آموزش خلبان یک هواگرد است. هدف کلی از آموزش اولیه و متوسط پرواز، کسب مهارت و به حد عالی رساندن مهارت کسی است که می‌خواهد خلبان شود.
آموزش پرواز شامل مجموعه‌ای از آموزش‌های عملی پرواز یا شبیه‌سازی و مدرسه خلبانی می‌شود که در آنها خلبانان از نظر تئوریک آموزش می‌بینند که در این مورد از آنها آزمون کتبی نیز گرفته می‌شود. اگر چه هواگردها انواع مختلفی دارند اما اصول فنی پایه آنها (به خصوص برای هواپیماهای سنگین) مشابه است.
علاوه بر ارائه آموزش پرواز در مدارس خلبانی معمولاً هواپیما به دانش آموزان کرایه داده می‌شود.
قدیمی‌ترین مدرسه خلبانی جهان، مدرسه پرواز مرکزی وابسته به نیروی هوایی سلطنتی بریتانیا واقع در فرودگاه نیروی هوایی سلطنتی اوپاون است که در می ۱۹۱۲ تأسیس شده‌است. قدیمی‌ترین مدرسه خلبانی فعال جهان در واسرکوپه در ایلات هسن آلمان قرار دارد که نام نخستین آن مدرسه خلبانی مرتنس (به آلمانی: Mertens Fliegerschule) بوده که به امروزه مدرسه خلبانی واسرکوپه (به آلمانی: Fliegerschule Wasserkuppe) شناخته می‌شود.
در آمریکا، اروپا و استرالیا این امکان وجود دارد که یک خلبان با کمی تعلیم بتواند گواهینامه خود را به روز رسانی کرده و از آن در دیگر کشورها نیز استفاده نماید.

## مدت زمان دوره
یک دوره آموزش خلبانی بالگرد به‌طور متوسط در حدود ۱۰۰ ساعت است.

## نوع مجوز/ گواهینامه پرواز
- برای کسب مجوز خلبانی تجاری معمولا 60-40 ساعت پرواز مورد نیاز است.
- برای کسب مجوز خلبانی خصوصی حدود 40-20 ساعت پرواز لازم است.
- برای کسب مجوز خلبانی هواپیماهای سبک حدود  20-10ساعت پرواز کافی است.